# Riccardo Malagoli
Riccardo Malagoli, né le 7 août 1988, à Modène, en Italie, est un joueur italien de basket-ball. Il évolue au poste de pivot.

## Palmarès
- EuroChallenge 2009